# 闭果落檐属
闭果落檐属（学名：Naiadia）是天南星科的一个单型属，是种开花植物。该属唯一的物种是闭果落檐（Naiadia zygoseta）。该物种原产于婆罗洲。